# 镇北堡城址
镇北堡城址，位于宁夏回族自治区银川市西夏区镇北堡镇华西村，是中华人民共和国宁夏回族自治区文物保护单位之一。
2010年12月6日，授予宁夏回族自治区文物保护单位，是一座古遗址。